# Umberto di Giorgio
Umberto di Giorgio, italijanski general, * 1882, † 1943.